# Варда (Силмарилион)
Варда је једна од господарица Валара, Валиера. Она је Манвеова супруга, и њена брига су звезде Арде